# Đorđe Đurić (siatkarz)
Đorđe Đurić (serb. Ђорђе Ђурић, ur. 24 kwietnia 1971 w Ljubinju) – serbski siatkarz, reprezentant Jugosławii, medalista letnich igrzysk olimpijskich, mistrzostw świata i mistrzostw Europy.

## Życiorys
Đurić reprezentował Jugosławię na Letnich Igrzyskach Olimpijskich 1996 w Atlancie. Zagrał wówczas w trzech z pięciu meczów fazy grupowej, półfinale oraz w wygranym pojedynku o 3. miejsce z reprezentacją Rosji. Podczas swojej kariery w reprezentacji Jugosławii zdobył trzy medale mistrzostw Europy. Pierwszy z nich, brązowy wywalczył w 1995 na turnieju w Grecji, drugi – srebrny w 1997 w Holandii, a trzeci – brązowy w 1999 w Austrii. Zajął 2. miejsce na mistrzostwach świata 1998 w Japonii.
W latach 1996–2001 był zawodnikiem włoskich klubów Napoli Volley, Kappa Torino i Livorno Pallavolo, z wyjątkiem roku 1998, kiedy występował w greckim Arisie Saloniki.